# Carlos Giménez (director de teatro)
Carlos Giménez (Rosario, Argentina, 13 de abril de 1946-Caracas, Venezuela, 28 de marzo de 1993) fue un director de teatro, gerente cultural, director de televisión, iluminador, escenógrafo, guionista, dramaturgo y escritor; productor teatral argentino-venezolano.
Carlos Giménez fue el creador de más de 20 instituciones teatrales en Argentina y Venezuela, entre ellas: el "Festival Internacional de Teatro de Caracas (FITC)"  en 1973 junto con María Teresa Castillo; el Instituto Universitario de Caracas (Iudet), el grupo Rajatabla" ', el Taller Nacional de Teatro, el Centro de Directores para el Nuevo Teatro; el Teatro Nacional Juvenil de Venezuela, con varias sedes en el interior de Venezuela;  Rajatabla Danza, Rajatabla Cine, Asamblea Permanente de Teatros Independientes, Primera Muestra de la Asamblea Permanente de Teatros Independientes; Festival Pirandello; Experiencia Shakespeare, grupo "Febrero 28", grupo "Milenio 3 Producciones", Premio María Teresa Castillo, Premio Marco Antonio Ettedgui,   en Venezuela; Primer Festival Nacional de Teatro de Córdoba, Festival Latinoamericano de Teatro de Córdoba, grupo "El Club de los corazones unidos", grupo "El Juglar", en Argentina.
Carlos Giménez logró que por primera vez el gobierno venezolano otorgara subsidios a la cultura, a cambio de funciones en el interior del país. Dichos subsidios eran para todas las actividades artísticas. Gracias a los subsidios Rajatabla pudo convertirse en un grupo profesional y tuvo su sala propia, en el antiguo edificio del Ateneo de Caracas en la Plaza Morelos.
En apenas 29 años de carrera (1964-1993) dirigió 101 obras de teatro en 7 países: Estados Unidos, España, Argentina, Venezuela, Perú, Nicaragua, México. Participó en 35 festivales internacionales de teatro, en algunos varias veces y realizó giras por 33 países, principalmente europeos,  en muchos casos más de una vez,  con sus grupos "El Juglar" (Argentina) y "Rajatabla" (Venezuela). Fue invitado a dirigir en Estados Unidos por Joseph Papp, el mítico productor de Broadway; en Italia por Giorgio Strehler, creador del Piccolo Teatro de Milano, y en Rusia por el grupo Satyricon.
En Venezuela dirigió más de 100 unitarios teatrales para televisión con artistas internacionales como Nuria Espert, Francisco Rabal y primeras figuras del teatro y la televisión venezolana. Fue autor también de los guiones de dichos unitarios que eran transmitidos por el canal de Estado.
A los 17 años, en 1964, realiza su primera gira europea por España, Italia y Francia,  donde conoció a Jack Lange, director del Festival de Teatro de Nancy (Francia) y futuro ministro de Cultura, quien lo invitó a participar al año siguiente en el Festival. En 1965 realiza su segunda gira europea con "El Juglar" y gana sus primeros premios internacionales en Polonia, otorgados por el Instituto Internacional de Teatro (ITI)-Unesco.
Dirigió y/o creó los siguientes grupos y/o compañías teatrales: El Juglar (fundador) y la Comedia Cordobesa en Argentina; Ateneo de Caracas; Rajatabla (fundador), Compañía Nacional de Teatro, Teatro Nacional de Repertorio, Taller Nacional Juvenil de Venezuela (fundador), Compañía de Jorge Palacios, Teatro La Ciudad,  en Venezuela;  Compañía de María José Goyanes,  Sociedad Canaria de las Artes Escénicas y de la Música (SOCAEM) y Rajatabla, en España. Teatro Universitario de Lima-Asociación Cultural Arena, Perú. Comedia Nacional, Nicaragua.  Grupo Fantoche, del Departamento de Arte Dramático de la Facultad de Filosofía y Letras de Ciudad de México, México.
Realizó coproducciones con Joseph Papp de Estados Unidos y con el Festival de Teatro de Dos Mundos de Italia.
Fue galardonado con aproximadamente cien premios y/o menciones y/o condecoraciones en Argentina, Venezuela, Colombia, México, Estados Unidos, Italia, España. 
Dirigió 2 películas para televisión: "La Fragata del Sol"(https://bravocarlosgimenez.blogspot.com/2018/01/la-fragata-del-sol-pelicula-para.html) (1980) , filmada en los Médanos de Coro, Venezuela, y "Todos los gatos son pardos" (1979) que no pudo terminar porque sufrió un accidente mientras la filmaba que casi le cuesta la vida.

## Trayectoria
Aunque nacido en Rosario, Carlos Giménez se consideraba cordobés porque allí había vivido desde muy pequeño. 
Crea su primer grupo teatral a los 10 años en Córdoba, "El club de los corazones unidos", integrado por niñas y niños de su urbanización con el que monta obras clásicas infantiles que presentaba para toda la comunidad en plazas y parques. También crea el "Periódico Cultural", financiado con la colaboración de negocios del lugar,  en el que informaba las actividades culturales desplegadas por su grupo. 
A los 13 años ingresa en la Escuela de arte dramático  mientras en paralelo cursa estudios secundarios. 
FUndó su segundo grupo teatral, y el primero profesional,  a los 16 años, El Juglar, junto a su hermana Anita (actriz y productora), su madre Carmen Gallardo (realizadora de vestuario), José Salas, Jorge Arán, Rafael Reyeros, Enrique Introini, entre otros jóvenes
Con "El Juglar"  realizó su primera exitosa gira europea a los 17 años, 1963-64, por España, Italia y Francia. En España realiza cursos de especialización teatral. 
Invitado por Jack Lange, fundador del Festival de Teatro de Nancy (y futuro ministro de Cultura de Francia),  en 1965 realiza su segunda gira europea a los festivales de teatro de Polonia y Nancy, Francia, obteniendo 2 premios internacionales en Polonia otorgados por el Instituto Internacional de Teatro-ITI-Unesco. Esta gira fue posible gracias al apoyo del presidente democrático argentino Arturo Illia, quien le da los pasajes en barco y un dinero para que se mantengan.
A su regreso a Córdoba, Carlos alquila un local y lo convierte en la Sala Teatral-Casa del Teatro El Juglar, lugar donde se realizan dos y 3 funciones diarias,y que se mantiene exclusivamente con la venta de entradas. Allí, además de El Juglar, actuaban grupos y gente invitada de todo el país, como el Instituto Di Tella de Buenos Aires y la vanguardia porteña, como Edda Díaz, Antonio Gasalla, Andrés Perciavalle.
EN 1966 organiza y dirige el "Primer Festival de Teatro de Córdoba" con grupos de todo el país,  gran éxito,  y cuando está organizando el II Festival en 1967 es echado por la dictadura militar que había tomado el poder.  "(...) Carlos Giménez impulsado por este pasado sueña con armar un Festival en su propia provincia, pero aunque inicia la organización lo expulsan de la misma en 1967. Argentina había cambiado desde el 28 de junio de 1966, se vivía una dictadura liderada por Juan Carlos Onganía y la huida de tantos compañeros teatreros lo determina también a partir. En Venezuela,  y con la ayuda de María Teresa Castillo y el "Ateneo de Caracas" nace el Primer Festival Internacional de Teatro, donde Giménez asume la Dirección Artística' (...)".
Ese mismo año mientras presenta la obra "El Diputado está triste", los militares interrumpen la función y destrozan el teatro. Es el fin de la sala de teatro.
Carlos emprende entonces su primera gira latinoamericana en 1968, por tierra,  actuando en teatros y también en centros mineros y campesinos. 
En 1969 le pide ayuda a la famosa actriz Norma Aleandro para juntar fondos para su segunda gira latinoamericana. La actriz, que no lo conocía, acepta y se presenta sin cobrar honorarios en el espectáculo "Encuentro para una sola voz", dirigido por Giménez.
Ese mismo año es contratado por la "Comedia Cordobesa" (grupo estatal) como director artístico. Dirige para esa compañía "El Hueco de la tristeza" de Bradbury, en adaptación de Giménez. La obra es elegida por el veedor del Festival de Teatro de Nancy, Francia, para representar a América Latina en el festival. El gobierno argentino, provincial y nacional, niega los fondos para el viaje y Carlos Giménez renuncia a la Comedia Cordobesa.
Emprende su segunda gira latinoamericana con la obra "La Querida Familia" de Ionesco, en versión, dirección y actuación de Carlos Giménez. En Perú conoce al maestro uruguayo Athaualpa del Cioppo, fundador del grupo "El Galpón", quien impresionado por el montaje le consigue una invitación para participar en el "Primer Festival de Teatro" de Manizales, Colombia, donde gana una "Mención Especial". 
Llega a Venezuela a finales de 1969, presentándo en Caracas y todo el país. Conoce a quien será su aliada incondicional,  la periodista, ex víctima de la dictadura perezjimenista y directora del Ateneo de Caracas, María Teresa Castillo,  a su marido, el escritor y dueño del periódico El Nacional, Miguel Otero Silva y a Josefina Palacios.
Regresa a Argentina y en marzo de 1970 estrena en el Teatro Rivera Indarte de Córdoba su versión de "Fuenteovejuna". A la dictadura argentina no le gusta y es detenido y torturado durante 3 días. Al ser liberado se exilia en Venezuela. 
En Caracas,  María Teresa Castillo le ofrece ser Director Artístico del Ateneo de Caracas, cargo al que había renunciado el prestigioso director chileno Horacio Peterson. 
El sueldo es simbólico y para vivir Carlos comienza a dirigir y guionar unitarios teatrales para la televisión estatal venezolana, con figuras internacionales como Nuria Espert y Francisco Rabal y las primeras figuras del teatro y del cine de Venezuela: "Lunes de Gala". Hasta 1982 continuará con este trabajo.
Allí dirige para el Ateneo de Caracas en 1971 "La Orgía" de Buenaventura, que es censurada por el gobierno y sólo dura 10 funciones y "Don Mendo" versión de Miguel Otero Silva.  Carlos pasa a ser considerado el "enfant terrible" como lo era en Argentina.
El 28 de febrero estrena "Tu país está feliz" de Antonio Miranda, con dirección, escenografía e iluminación de Carlos Giménez, que rápidamente se convierte en un boom: dos y 3 funciones diarias, largas colas de jóvenes para comprar entradas, publicación de un disco con las canciones de la obra. 
Después del estreno parte para Perú donde dirige en la Universidad de Lima "Pic nic en el campo de batalla" de Arrabal, y otra vez la censura lo persigue.
Al regresar Caracas emprende una gira latinoamericana con "Tu país está feliz" y "Venezuela Tuya".
Sufre censura en México y República Dominicana por los desnudos de "Tu país está feliz".
En el Festival de Teatro de Manizales es atacado por grupos teatrales radicalizados. 
Se presenta en Ecuador invitado por el artisa Guayasamil y en Chile invitado por el gobierno de Salvador Allende. En Argentina, otra vez en democracia, las obras son presentadas en Buenos Aires con mucha repercusión.
Su obra más famosa fue "El coronel no tiene quien le escriba" del premio Nobel Gabriel García Márquez, adaptada y dirigida por Giménez. García Márquez dijo en México en 1986 después de su estreno: "No se oyó volar una mosca, no se oía respirar. Es emocionante realmente". La obra fue estrenada el 22 de junio de 1989 en el Teatro de la Ópera de Maracay en coproducción con el Festival de Dos Mundos de Spoleto, Italia, y el Festival Latino de New York de Joseph Papp. En gira por España Carlos Giménez declaró al diario El País: “No nos hemos bajado los pantalones ante ningún Gobierno, y si es necesario, nos cagamos en el ministro de turno”. En Colombia la obra fue un gran éxito.
En Córdoba dirigió treinta y tres (33)  montajes: "La querida familia", de Eugène Ionesco, "Picnic en el campo de batalla", de Arrabal, "Los amores de Don Perlimplín y Belisa en su jardín", de García Lorca y "Fuenteovejuna", obra que fue censurada por la dictadura militar argentina.
En 1973 es invitado a dirigir y ser profesor de la UNAM de México. Dirige "Fantoche" de Peter Weiss. Al gobierno mexicano no le gusta la obra. Detiene, tortura y deporta a Argentina a Carlos Giménez en marzo de ese mismo año. Carlos regresa a Caracas y unos meses más tarde crea con María Teresa Castillo el Primer Festival Internacional de Teatro de Caracas (FITC) que dirigirá hasta 1992, meses antes de su muerte.
Otras obras: "Fiebre", "Oficina Nº 1" y "Casas Muertas", de Miguel Otero Silva; "Las lanzas coloradas", de Arturo Uslar Pietri, "La señorita Julia" de Strindberg, "Peer Gynt" de Henrik Ibsen, "Memori" de García Lorca, "La honesta persona de Sechuan" de Bertolt Brecht, "El Campo" de Griselda Gambaro, "Mozart, el Angel Amadeus" de Néstor Caballero, "Historia de un caballo" de Tolstoi, "La máscara frente al espejo" de Pirandello, adaptación y dirección de Carlos Giménez, "El coronel no tiene quien le escriba" de García Márquez, adaptación y dirección de Carlos Giménez, "Bolívar" y "Cipango" de José Antonio Rial.
Escribió una obra infantil, "Alegría y Mapulín", estrenada en 1985 en el Ateneo de Caracas.
En 1976 estrenó "Divinas palabras", de Valle Inclán, y "El señor presidente", de Miguel Ángel Asturias, estrenada el 3 de marzo de 1977. "El señor presidente" es un éxito rotundo que catapulta a Gímenez a las tablas internacionales, con una invitación para participar en el Festival de Teatro de las Naciones a celebrarse en Nancy. La gira se inició en Rótterdam y siguió por Estocolmo y Roma. Tras regresar a Venezuela, Rajatabla ya se consideraba uno de los mejores grupos de teatro del mundo.
En abril del año 1979 monta "La muerte de García Lorca" de José Antonio Rial y en 1981 lleva a escena "Martí, la palabra" textos de José Martí, adaptación de Ethel Dahbar.
El 3 de marzo de 1982 estrenó en Maracaibo "Bolívar" de José Antonio Rial, música de Juan Carlos Núñez, escenografía y vestuario de Silviainés Vallejo, con Roberto Moll como Simón Bolívar y Pilar Romero como Manuelita Sáenz, junto a treinta actores y actrices en escena. Al año siguiente la estrena en Caracas en el FITC 1983, en el Bicentenario del Libertador Simón Bolívar.
Fue Director Artístico del Ateneo de Caracas desde 1970 hasta 1984, cuando renunció. Su relación con la institución y con María Teresa Castillo se mantuvo inalterable hasta su muerte, y la mayoría de sus obras eran estrenadas en la Sala Anna Julia Rojas de esa institución. 
Por otro lado Carlos era el director del FITC y María Teresa Castillo la presidenta. El Festival Internacional de Teatro de Caracas (FITC) fue creado en 1973. En 1978 Carlos Giménez logra que por primera vez el "Festival de Teatro de Las Naciones" (ITI-Unesco) se realice fuera de Europa y Venezuela es el país elegido. Él y María Teresa Castillo se encargan de la dirección del mismo.

En 1990, el entonces presidente Carlos Andrés Pérez, anunció el apoyo a la institución civil sin fines de lucro: FundaAteneoFestival, con el objetivo de darle continuidad institucional al Festival Internacional de Teatro de Caracas, garantizando a través de esta entidad su permanencia en el tiempo y su realización bienal mediante el patrocinio del Consejo Nacional de la Cultura (CONAC). 
En 1984 Carlos Giménez le propone al nuevo y democrático gobierno de Córdoba,la realización del "Primer Festival Latinoamericano de Teatro de Córdoba. La propuesta es aceptada y Carlos viaja a esa ciudad para encargarse de la organización del mismo.
En 2014 el Festival Internacional de Teatro de Córdoba le rinde homenaje.
En 1990 fue convocado por el gobierno de México para dirigir el espectáculo de apertura del Encuentro de Presidentes Iberoamericanod.
En 1991 Carlos Giménez con su grupo Rajatabla participó en el Festival Shakespeare de Nueva York, en el Central Park, montando "La Tempestad"
Carlos Giménez dirigió 9 FITC, el último en abril de 1992, un año antes de su muerte.
En marzo de 1993, días antes de su fallecimiento,  el periodista Edgar Moreno Uribe publicó Carlos Giménez: "Tiempo y Espacio", recopilación de entrevistas realizadas por diferentes periodistas a Giménez. El libro fue bautizado por el ministro de estado para la Cultura, dr. José Antonio Abreu.
Carlos Giménez fue nacionalizado por decreto en 1977.
Cuando murió el gobierno decretó 3 días de duelo nacional y millares de personas fueron a su velorio en la funeraria Vallés y a su entierro en el Cementerio del Este, donde el coro de María Guinand cantó su canción favorita: "Somos mucho más que dos" de Mario Benedetti y Alberto Favero.
En 1998 la profesora y actriz fundadora del grupo Rajatabla Miryam Pareja crea la Cátedra Gimeniana, que dicta en el Taller Nacional de Teatro (TNT) de Rajatabla.
En marzo de 2023 se publica la primera biografía de Carlos: "Carlos Giménez el genio irreverente" de Viviana Marcela Iriart, que se puede leer gratis en la página de la editorial "Escritoras Unidas & Cía. Editoras" o en el blog de Carlos: bravocarlosgimenez.blogspot.com